# (16682) Donati
Pour les articles homonymes, voir Donati.
(16682) Donati est un astéroïde de la ceinture principale.

## Description
(16682) Donati est un astéroïde de la ceinture principale. Il fut découvert le 18 mars 1994 à Sormano par Marco Cavagna et Valter Giuliani. Il présente une orbite caractérisée par un demi-grand axe de 2,24 UA, une excentricité de 0,05 et une inclinaison de 2,3° par rapport à l'écliptique.

## Compléments